# Stadslicht
Stadslicht of standlicht is de verlichting op een voertuig die vaak gebruikt wordt bij het parkeren, daarom ook wel parkeerlicht genoemd. Samen met het stadslicht moet altijd andere verlichting branden (dimlicht of mistlicht) tenzij op dat moment geen enkele verlichting verplicht is. Stadslicht is verplicht als men 's nachts of overdag bij slecht zicht buiten de bebouwde kom op of naast de rijbaan geparkeerd staat.
De term stadslicht komt voort uit het feit dat tot ongeveer de jaren zestig van de twintigste eeuw het heel gebruikelijk was binnen de bebouwde kom uitsluitend stadslichten te voeren. Er bestond toen ook een verkeersbord dat op bepaalde wegen het voeren van stadslichten gebiedend voorschreef. In Frankrijk en Spanje is dit in bepaalde omstandigheden nog zo.
achterlicht · achteruitrijlicht · contourverlichting · dagrijverlichting · dimlicht · fietsverlichting · groot licht · kentekenplaatverlichting · koplamp · mistlamp · remlicht · richtingaanwijzer · waarschuwingsknipperlicht · stadslicht · verstraler · zijmarkeringslicht · zwaailicht